# Landsdommer
Landsdommer var før 1805 betegnelse for et juridisk (dømmende) medlem af  landstinget. Fra 1919 er det titlen på en dommer i Vestre Landsret, Østre Landsret eller Søndre Landsret. Desuden er der ansat én landsdommer ved Grønlands Landsret.